# Kochin miniaturowy

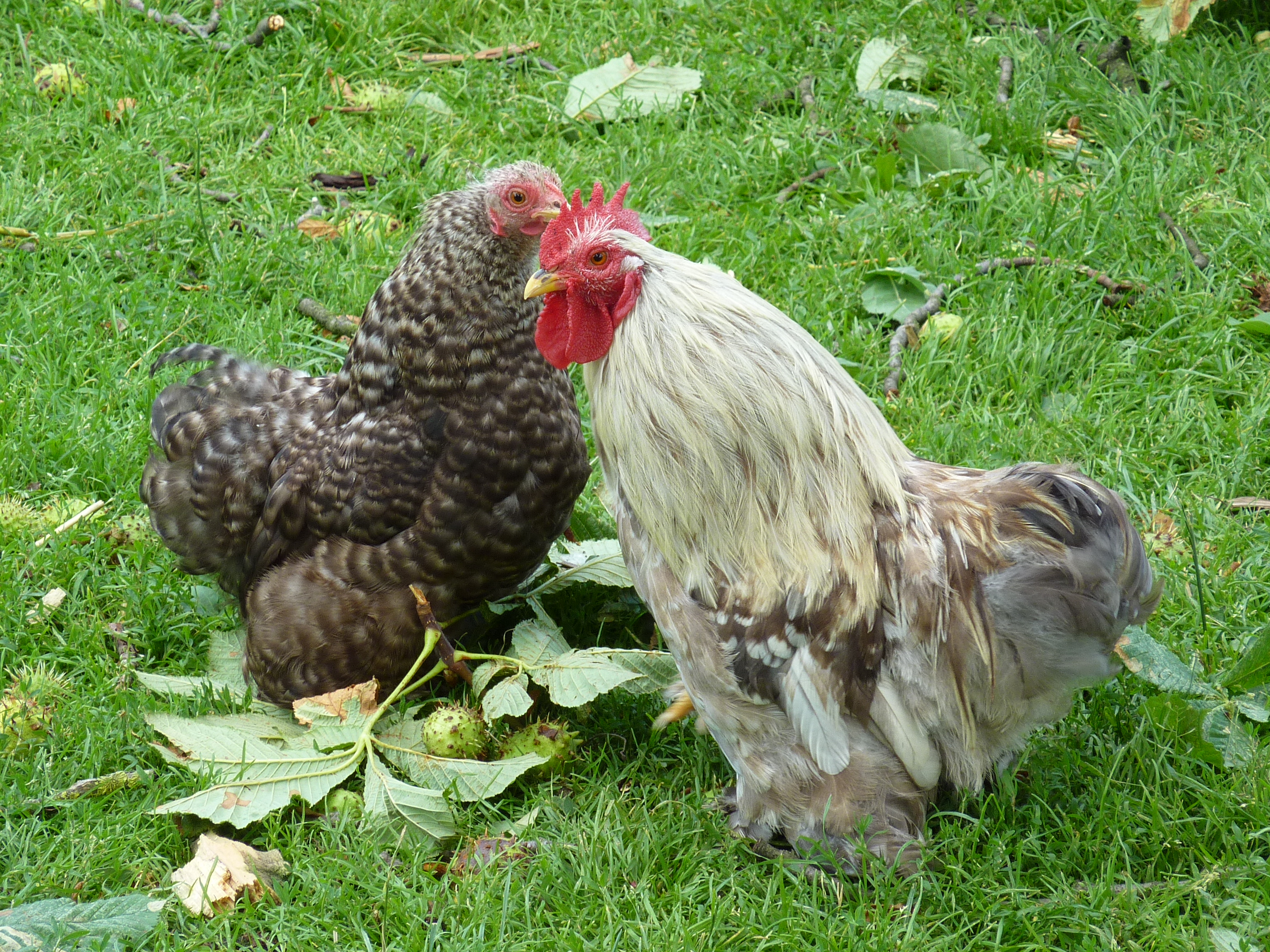
Kochin miniaturowy – kogut i kura

Kochin miniaturowy – rasa kury domowej pochodząca z Chin.

## Rys historyczny
Z Chin kochiny trafiły do Anglii w XIX wieku.

## Wygląd
Sylwetka kochina jest okrągła z szerokim tułowiem. Silne upierzenie występuje nie tylko na ciele, ale także na stopach. Ogon jest także okrągły i puszysty, noszony wysoko. 
W Europie najczęściej hodowane są kochiny typu amerykańskiego. Na Wyspach Brytyjskich ta rasa występuje w odmianie mniej krępej i mniejszej.
Masa ciała koguta dochodzi do 850 g, a kury – do 750 g.

## Barwa
W ubarwieniu kochinów występuje znaczne urozmaicenie. Spotykane jest m.in.:
- czarne
  - czarne biało nakrapiane
- białe
- kuropatwiane
- krogulcze
  - krogulcze żółte
- pszeniczne
- jasnożółte
- niebieskie
  - niebieskie biało nakrapiane
  - niebieskołuskowate
- srebrzyste
- złociste